# 布迪拉鄉

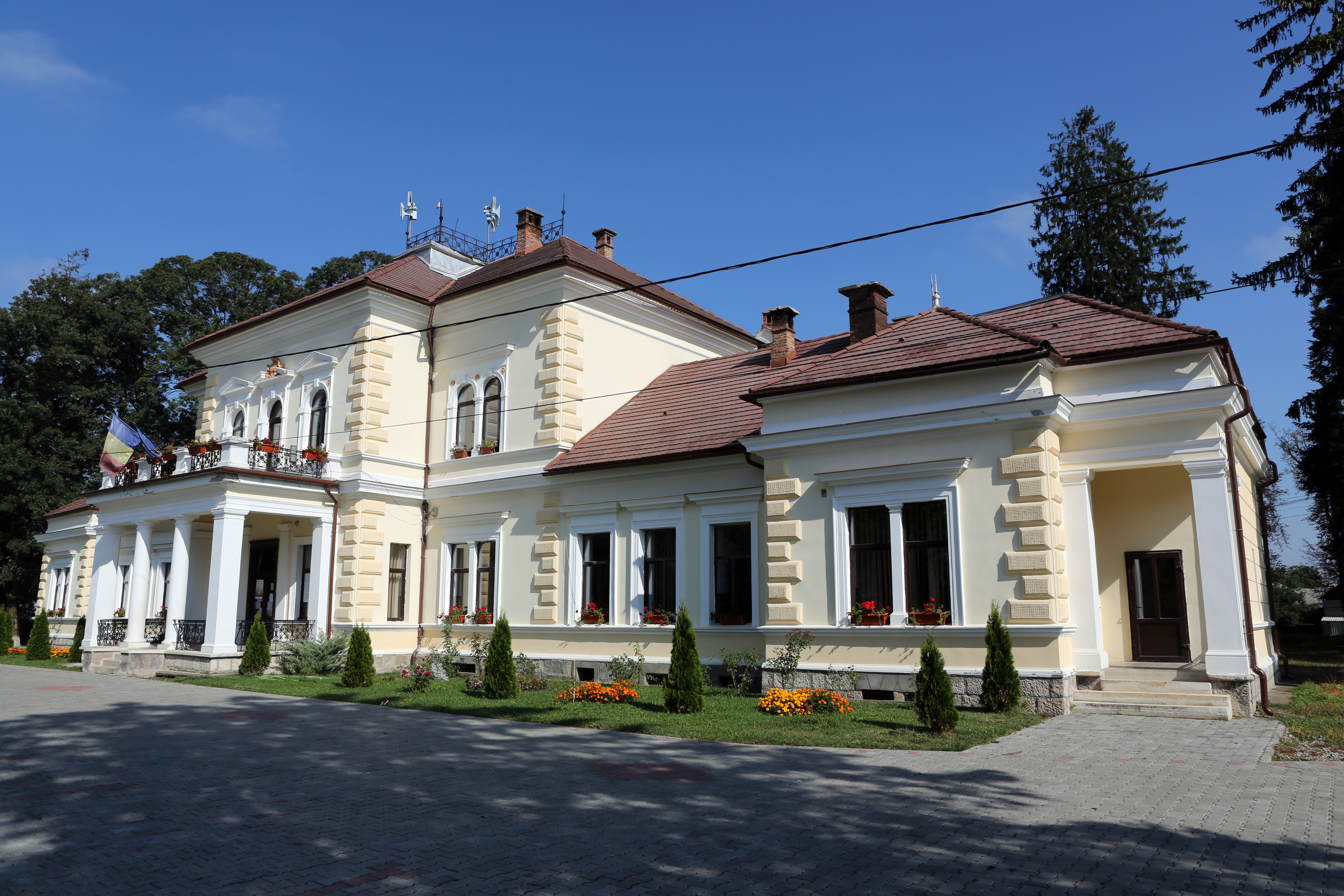

45°40′N 25°48′E / 45.667°N 25.800°E
布迪拉鄉（羅馬尼亞語：Budila, Brașov），是羅馬尼亞的鄉份，位於該國中部，由布拉索夫縣負責管轄，面積59平方公里，海拔高度564米，2007年人口3,931，人口密度每平方公里67人。